# Cheba Maria
Cheba Maria de son vrai nom Khadija Zine est une chanteuse et compositrice marocaine née à Casablanca, au Maroc. 
Cheba Maria a grandi dans un environnement culturellement riche, imprégné de musique traditionnelle marocaine et de raï marocain. Dès son plus jeune âge, elle développe une passion pour la musique et commence à chanter lors d’événements locaux.
Cheba Maria s’installe en France dans les années 2000 pour poursuivre sa carrière musicale. Elle se fait rapidement remarquer grâce à son style unique qui mélange le raï traditionnel avec des sonorités modernes, telles que la pop et Raïn’B.
Elle collabore avec plusieurs artistes de renom. Ces chansons lui permettent de conquérir un large public, notamment en Europe et en Afrique du Nord.
Grâce à sa voix puissante et à son charisme sur scène, Cheba Maria devient l’une des figures féminines les plus populaires du raï. Elle participe à de nombreux festivals et événements culturels, représentant fièrement la musique maghrébine à l’international.
En parallèle de sa carrière musicale, Cheba Maria reste attachée à ses racines marocaines et continue de promouvoir la culture et la musique de son pays. Son parcours inspire de nombreux jeunes artistes issus de la diaspora maghrébine.

## Discographie
- En 1998 son duo avec Cheb Rachid « Enta ould bladi ».
- En 1999, « Amalek a Zine »
- En 2000 « Zinek Khater »
- En 2001 « Rani Mghamra »
- En 2003 « Jenentinie » et participation à l’album Raï'n'B Fever : le titre "Mon Bled" en duo avec Mohamed Lamine et Rohff vendu à plus de 250 000 exemplaires lui donnera l’occasion de recevoir des mains de la maison de disques Sony Music son premier Disque d'or[source secondaire nécessaire].
- En 2005 « Mon Amour » produit par Stick Music - « Omri » chez EMI Music Arabian (réal : Lionel DUCOS)
- En 2008 « Ould Bladi »
- En 2008 « Lettre à ma sœur » feat Kamelancien sur l'album Le frisson de la vérité
- En 2012 « Les lions de l'Atlas » feat Kalsha
- En 2013 « Princesse Sarah » feat Psy 4 De La Rime sur l'album 4ème dimension
- En Cours de production….